# Siberia (opera)

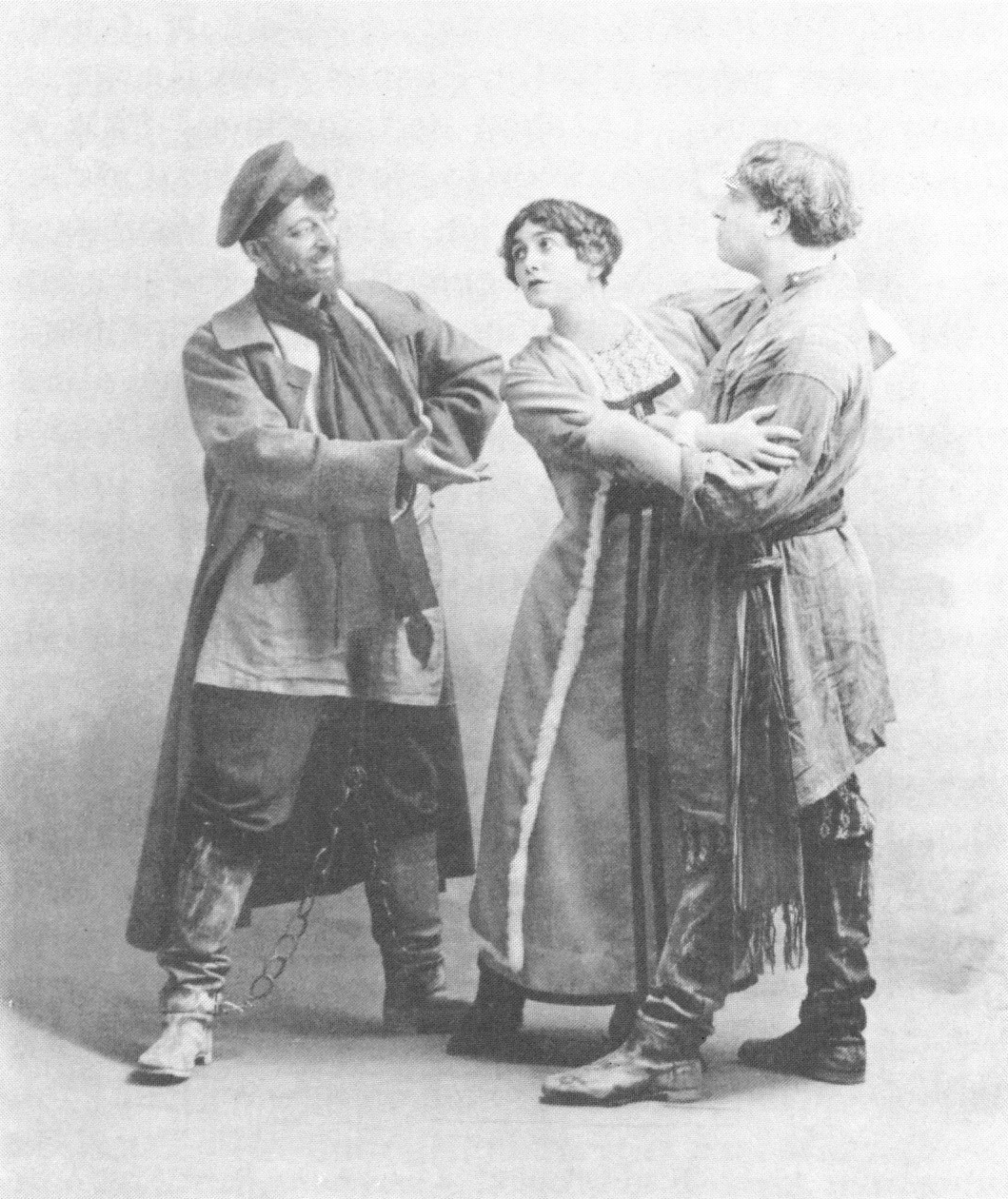
Sibieria från en föreställning i Paris 1911.

Siberia (Sibirien) är en italiensk opera i tre akter med musik av Umberto Giordano och libretto av Luigi Illica. Den hade premiär den 19 december 1903 på La Scala i Milano. Det finns ingen klar källa till handlingen i operan och det är mycket möjligt att det rör sig om en originalhistoria av Illica. Vid premiären i New York 1908 sades den bygga på Lev Tolstojs roman Uppståndelse (1899) eller en av historierna i den.

## Historia
Operan hade premiär den 19 december 1903 på La Scala i Milano och hade nypremiär där 1927. Premiären var ingen framgång trots en imponerande rollbesättning (Puccinis Madama Butterfly hade ställts in och Siberia hade liknande röststämmor så sångarna engagerades till Giordanos opera) och den hyllades mer vid premiären i Genua och i Paris i maj 1905. Den 31 januari 1906 framfördes den på French Opera House i New Orleans. Kompositören Gabriel Fauré tyckte mycket om första akten när han hörde den i Paris 1905. Cleofonte Campanini dirigerade premiären på Manhattan Opera House i New York den 5 februari 1908.
Den var Giordanos favorit av sina egna operor och författaren Zachary Woolfe ansåg 2015, vid ett framförande av Teatro Grattacielo i New York City, att den knappast förtjänar sin nuvarande bortglömdhet.

## Personer
- Stephana (sopran)
- Nikona, Stephanas gudmor (mezzosopran)
- La fanciulla (soprano)
- Vassili (tenor)
- Furste Alexis (tenor)
- Ivan (tenor)
- Ipranivick (tenor)
- Walitzin (baryton)
- Walinoff (baryton)
- Miskinski (baryton)
- Kommissarien (bas)

## Handling
Efter en duell förvisas furste Alexis till Sibirien. Hans älskarinna Stephana följer med honom. Vid ett flyktförsök skjuts Stephana till döds.